# 共栄町 (下川町)
共栄町（きょうえいまち）は、北海道上川地方の上川郡下川町にある地名である。郵便番号は098-1203である。

## 地理
下川町の市街地の中央部に位置する。地域は市街地として利用されている。東は緑町、南は南町、西は幸町、北は錦町、旭町に接する。

## 歴史
公区（行政区）の共栄町とほぼ一致する。古くは栄町、花園町と呼ばれていた。JR北海道名寄本線下川駅および駅前通りを中心に商業・物流地帯として発展した。

### 地名の由来
公区名に由来する。

### 沿革
- 1924年（大正13年）1月1日 - 下川村分村に伴い、11字が設置される。
- 1984年（昭和59年）4月1日 - 従来の字を改正し、共栄町が設置される。

### 町名の変遷
| 実施後 | 実施年月日   | 実施前（各字名ともその一部） |
| ------ | ------------ | ---------------------------- |
| 共栄町 | 1984年4月1日 | 名寄原野、名寄               |

## 交通

### バス
- 名士バス 興部線、下川線
- 下川町コミュニティバス

### 道路
- 北海道道330号下川停車場線 - 殖民区画の上名寄24線
- 北海道道354号ペンケ下川停車場線 - 殖民区画の上名寄原野基線（23線～24線）

## 施設
- 下川町バスターミナル合同センター
  - 下川町にぎわいの広場
- 下川町林業総合センター
- 下川町まちおこしセンター「コモレビ」
- 北はるか農業協同組合下川支所
- 下川郵便局
  - 1906年（明治39年）3月26日 - 上名寄24線（現錦町）に下川郵便局開設（無集配）
  - 1908年（明治41年） - 上名寄23線（現幸町の西町側）に移転
  - 1910年（明治43年）9月22日 - 現在の下川町区域の集配局となる
  - 1913年（大正2年）5月25日 - 上名寄23線（現幸町の錦町側）に移転
  - 1930年（昭和5年）1月21日 - 特設電話交換業務を開始
  - 1968年（昭和43年）7月1日 - 郵便番号制度を導入（098-12）
  - 1972年（昭和47年）3月24日 - ダイヤル自動化により電話交換業務を廃止
  - 1981年（昭和56年）11月22日 - 現在地に新築移転
  - 1998年（平成10年）2月2日 - 7桁郵便番号を導入（098-12NN）